# Matt Hardy
Pour les articles homonymes, voir Hardy.
Matthew Moore Hardy (né le 23 septembre 1974 à Cameron, Caroline du Nord) est un catcheur américain. Il travaille actuellement à la TNA, sous le nom de Matt Hardy.
Durant toute sa carrière, il remporte de nombreux titres en solo ou en équipe, le plus souvent avec son frère Jeff dans l'équipe des Hardy Boyz.
Il est aussi connu pour les nombreuses gimmicks qu'il a endossé durant sa longue carrière, se réinventant constamment.

## Biographie
Matt Hardy est né le 23 septembre 1974 à Cameron en Caroline du Nord. Il est le fils de Gilbert et Ruby Moore Hardy, décédée d'un cancer lorsqu'il avait douze ans, et le grand frère de Jeff Hardy,.

## Carrière

### Débuts à OMEGA (1995-1998)
Lui et son frère s'intéressent très tôt au catch, rejouant les matchs qu'ils voient à la télévision en se filmant. Leurs idoles sont Sting, The Ultimate Warrior et Shawn Michaels. Ils commencent à se produire en Caroline du Nord, puis créent leur propre fédération, la Organization of Modern Extreme Grappling Arts (OMEGA). Matt est entraîné par Dory Funk, Jr. et lutte sous le surnom de High Voltage, mais a dû changer d’identité pour Surge lorsqu’une équipe de la World Championship Wrestling a commencé à se servir de ce nom. D’autres lutteurs reconnus furent associés à OMEGA, dont Christopher Daniels, Lita, Shannon Moore et Gregory Helms.
La fédération ferme ses portes en 1999 lorsque les Hardy Boyz signent avec la World Wrestling Federation.

### World Wrestling Federation (1998-2005)

#### The Hardy Boyz (1998-2001)
Matt Hardy, à 18 ans, débute à la World Wrestling Federation (WWF) en 1993, où il mène des combats singuliers et des matchs par équipe avec son frère. Il signe un contrat à plein temps en 1998. Les frères Hardy finissent par attirer l'attention de la World Wrestling Federation. Après avoir signé un contrat en 1998, ils sont entraînés par Dory Funk, Jr. dans son Funkin' Dojo avec d'autres lutteurs tel que Kurt Angle, Christian, Test ou A-Train. Quand l'équipe débute finalement à la télévision après des mois passés en tant que jobbers lors des house shows, ils forment une équipe acrobatique appelée les Hardy Boyz. Pendant leur rivalité avec The Brood à l'été 1999, Michael Hayes devient leur manager. Le 5 juillet, ils remportent leur premiers Championnats du Monde par équipes de la WWF en battant The Acolytes, mais ceux-ci regagnent les titres un mois plus tard lors de Fully Loaded. Lors de SummerSlam, les Hardy Boyz perdent dans un Tag Team Turmoil. Après la dissolution de The Brood, les Hardy Boyz rejoignent Gangrel pour former The New Brood et rivaliser avec Edge et Christian. Cette nouvelle rivalité ne dure pas longtemps, elle se termine à No Mercy, lorsque les Hardy Boyz battent Edge et Christian au cours du tout premier ladder match par équipe de l'histoire de la WWF. Lors des Survivor Series, ils perdent un match par équipe, traditionnel à ce pay-per-view, en compagnie de Edge et Christian contre Too Cool (Grand Master Sexay et Scotty 2 Hotty) et The Hollys (Hardcore et Crash). Les Hardy Boyz perdent une bataille royale par équipe pour déterminer les challengers aux titres par équipe de la WWF.
Au début de 2000, au Royal Rumble, ils battent les Dudley Boyz dans le tout premier Elimination Tables match. À No Way Out, ils perdent contre Edge et Christian. Peu après, les Hardy Boyz sauvent Lita d'une bagarre contre Essa Rios. Les deux frères s'associent avec Lita pour former la Team Extreme. C'est à cette occasion que Lita et Matt deviendront un couple, d'abord dans la vraie vie puis à l'écran. À WrestleMania 2000, ils font face à Edge et Christian et les Dudley Boyz dans un match de l'échelle opposant les trois équipes (premier de l'histoire) pour les championnats du monde par équipe, remporté par Edge et Christian. Cet événement est élu match de l'année 2000 par le magazine Pro Wrestling Illustrated. Ils font à nouveau face à Edge et Christian pour les championnats du monde par équipe lors d'Insurrextion, mais ne remportent pas les titres à la suite d'une disqualification. Au King of the Ring, ils combattent dans un Four Corners Elimination match pour les championnats du monde par équipe qui opposait Too Cool, T & A et Edge et Christian. Après avoir réussi à éliminer T & A, ils sont à leur tour éliminés par Edge et Christian. Lors de Fully Loaded, les Hardy Boyz et Lita battent T & A et Trish Stratus. À SummerSlam, ils participent au premier TLC match pour les championnats du monde par équipe, les opposant à Edge et Christian et les Dudley Boyz. Edge et Christian remportent le match. Les Hardy Boyz remportent pour la seconde fois les titres à Unforgiven, en battant Edge et Christian dans un match en cage. Ils perdent les titres au profit d'Edge et Christian déguisés comme Los Conquistadores à No Mercy, mais les récupèrent la nuit suivante à Raw à leur tour déguisés comme Los Conquistadores. 

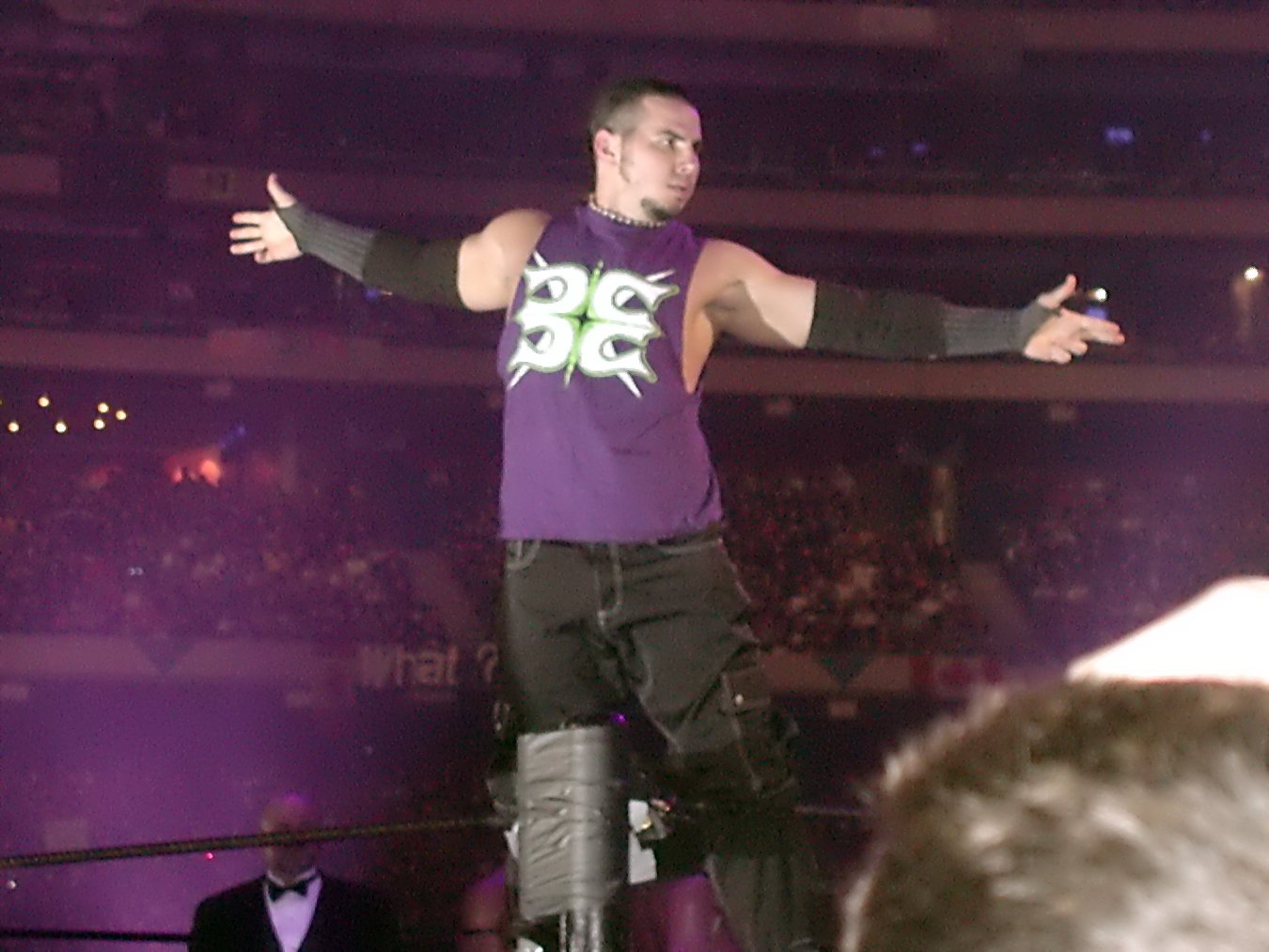
Matt Hardy à WrestleMania X8

L'équipe perd à nouveau les titres le 6 novembre à Raw is War dans un match contre l'équipe Right to Censor, composé de Barry Buchanan et The GodFather, lorsqu'ils sont agressés par Edge et Christian, permettant ainsi à Right to Censor de remporter les ceintures. Ils commencent alors une rivalité avec Edge et Christian et Right to Censor. Aux Survivor Series, ils se joignent aux Dudley Boyz et battent Edge et Christian et Right to Censor dans un match d'élimination remporté par Jeff Hardy. À Rebellion, ils sont opposés à Right to Censor dans un match pour les titres mais perdent à la suite d'une intervention de Val Venis. Le 4 décembre à Raw is War, Dean Malenko, détenteur du Championnat mi-lourds, défait la Team Xtreme et gagne un rendez-vous avec Lita. Trois jours plus tard à SmackDown, il est attaqué par les Hardy Boyz alors qu'il attendait Lita à l'hôtel. Commence alors une rivalité entre les frères et Malenko et ses amis de l'équipe The Radicalz : Eddie Guerrero, Chris Benoit et Perry Saturn. Les deux équipes s'affrontent plusieurs fois à Raw et SmackDown ainsi qu'à Armageddon.
Les deux frères s'associent avec Lita pour former la Team Extreme. C'est à cette occasion que Lita et Matt deviendront un couple, d'abord dans la vraie vie puis à l'écran.

#### Carrière en solo et départ (2001-2005)
En 2001, Jeff entre dans la course au titre Intercontinental. Matt Hardy menace alors de quitter la WWF s'il ne reçoit pas lui aussi un push en simple pour un titre. Raven, qui devait combattre pour le titre Européen à Backlash, se fait donc enlever sa chance au titre et se retrouve impliqué dans un combat face à Rhyno, alors que Matt Hardy remporte le WWE European Championship face à Eddie Guerrero lors de SmackDown!, deux semaines avant Backlash. Il continuera ensuite à faire équipe avec son frère, remportant le WWF Tag Team Championship et le WCW World Tag Team Championship lors de l’angle d’Invasion. L’année se terminera alors que lui et Jeff ont plusieurs mésententes.
Alors que l’année 2002 débute, il semble que Team Xtreme soit aussi soudé qu’auparavant, mais ça ne dure pas, alors que le 12 août 2002, Matt se retourne contre Jeff dans un combat contre Rob Van Dam à RAW. Peu de temps après, Matt est envoyé à SmackDown! Le 3 octobre 2002 et remporte son premier combat officiel en tant que membre de SmackDown! face à l’Undertaker, à la suite d'une intervention extérieure de Brock Lesnar. Avec son changement d’émission, il devient Matt Hardy - Version 1.0, et fonde les « Mattitude Follower » (MF'er). Shannon Moore l'accompagne à chacun de ses combats dans son coin.

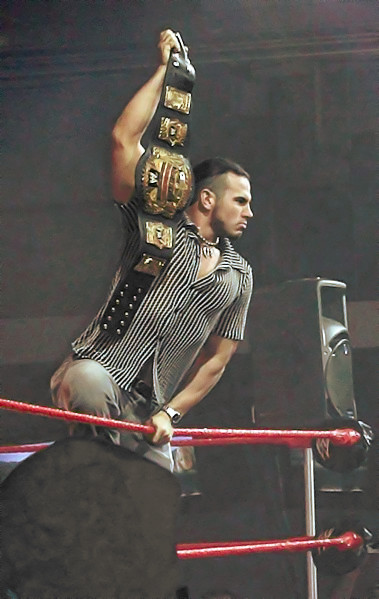
Matt Hardy montrant sa ceinture

À No Way Out 2003, il bat Billy Kidman pour le WWE Cruiserweight Championship, titre qu’il défendra avec brio lors de WrestleMania XIX à Seattle, face à Rey Mysterio. Le clan Mattitude inclut par la suite Crash Holly en tant que Shannon Moore « Moore-on » (assistant). Crash est ensuite libéré et Matt retournera à RAW pour pouvoir travailler et voyager avec sa petite amie, Lita. Il redeviendra face lorsqu’il s’engagera dans une rivalité avec Kane.

### Circuit indépendant (2005)
Le 11 avril 2005, la WWE, sur son site web, annonce qu’elle a remercié Matt Hardy et Rhyno. Le congédiement de Matt provient du fait qu’il aurait rendu public et commenté la fin de sa relation avec Lita et le pourquoi de cette rupture, l’aventure avec Adam Copeland (Edge), sur son site internet. Triple H commentera le congédiement de Hardy en disant que « de toute façon il n’a jamais rapporté d’argent à la compagnie » (« he never drew money anyway »). Matt contredira cette déclaration lors d’une entrevue en ligne disant que lui et son frère Jeff, sous les Hardy Boyz, avaient été longtemps au top des ventes de marchandises pour la WWE à une certaine époque.
À cause de cette histoire et pour avoir été congédié injustement par la WWE, Matt devient une icône en quelques semaines dans la communauté internet, alors qu'Edge et Lita sont conspués et insultés à chacune de leurs apparitions. Les foules scandent des « You screwed Matt » et des « We want Matt » à tout rompre. On dira ensuite que cette promo de Heyman devait servir à mesurer la réponse de la foule à Hardy et voir si ça valait le coup de le réembaucher. Lita deviendra alors heel pour la première fois en 5 ans en étant associée à Edge au petit écran et se dira très inconfortable dans son nouveau rôle de « vamp ».
Alors que se trame son retour, Matt utilise internet pour négocier une nouvelle entente avec la WWE. Il rendra publique deux vignettes promo d’un nouveau personnage, puis se fait appeler « The Angelic Diablo  »avec le slogan « the scar will become a symbol » (« la cicatrice deviendra un symbole »), une référence à la façon dont il a été traité par Lita et la WWE.
La WWE tentera alors de faire fermer le site de Matt, et le Matt Hardy Show avant de le ré-embaucher. Mais quand Matt leur dit que la TNA ne lui a pas demandé de fermer ses sites, la WWE propose un compromis en lui permettant de conserver le Matt Hardy Show à condition de fermer son site.
À cette période, il lance le Matt Hardy Show,  un reality-show en ligne, qui le met en vedette mais aussi Jeff, Shannon Moore et un ami du nom de Andrew Wright. En 2005, un DVD de la saison 1 est lancé. La diffusion se poursuit encore aujourd’hui sous le nom du The Hardy Show, compte tenu de la grande implication de Jeff dans l’émission.

### Retour à la World Wrestling Entertainment (2005-2010)

#### Rivalité avec Edge et début de SmackDown (2005-2006)
Lors du RAW du 20 juin 2005, alors que Adam Copeland et Lita sont sur le point de se marier (en storyline), la musique de Matt Hardy se fait entendre et sa vidéo d'entrée apparaît. C'est le 11 juillet que Hardy réapparait en agressant Edge en coulisse et sur le ring.

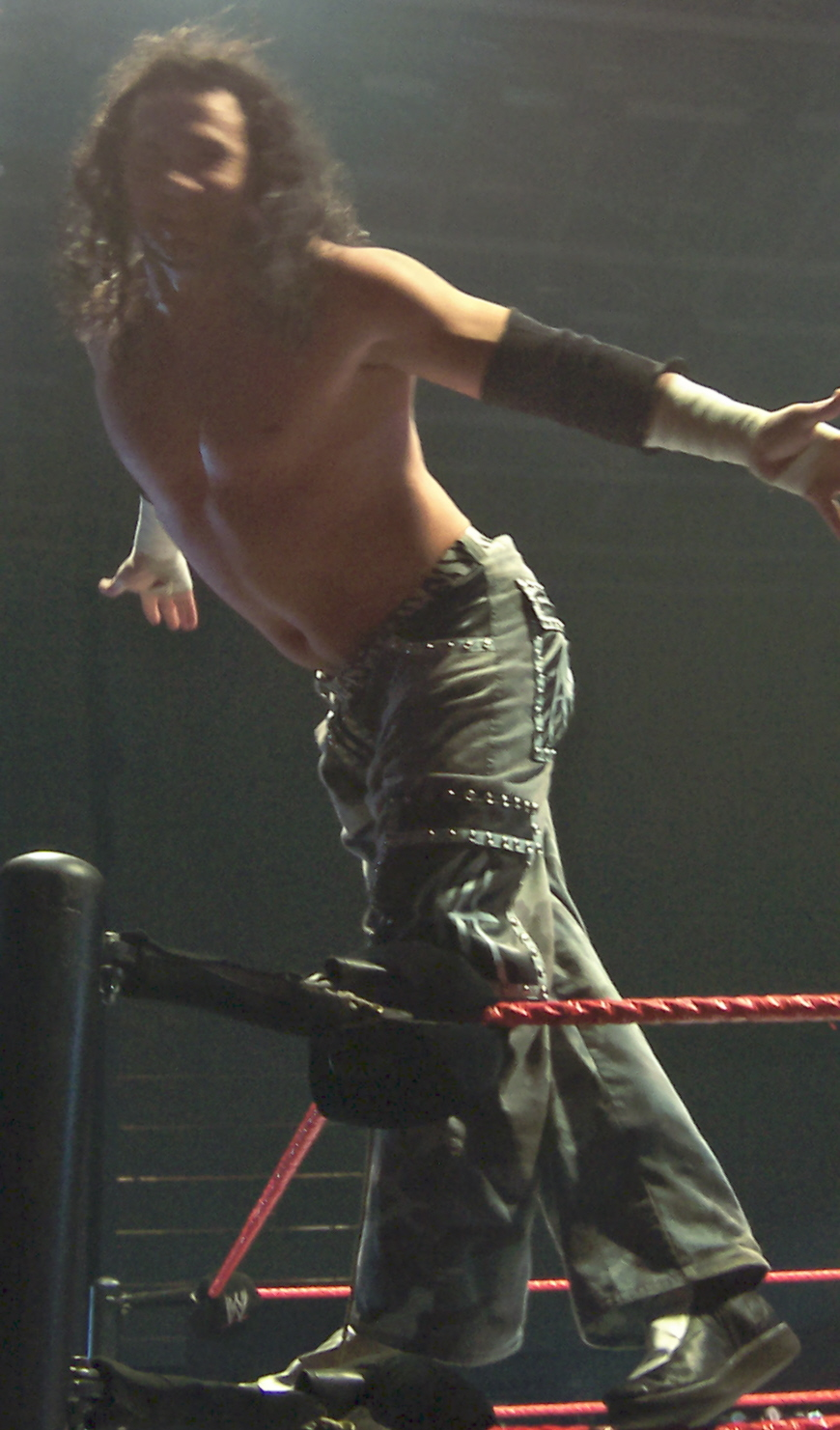
Hardy durant un Raw house show.

Le 1er août, Vince McMahon effectue une sortie à RAW et annonce officiellement la réembauche de Matt Hardy, annonçant que Matt affrontera Edge à SummerSlam. Lors du pay-per-view, Hardy et Edge se font finalement face. Le combat se termine de façon prématurée lorsque Edge projette Matt sur le dessus du poteau métallique et que ce dernier saigne abondamment, forçant l’arbitre à mettre fin au combat. Edge est donc déclaré vainqueur.
Matt et Edge s’affronteront une dernière fois lors de WWE Homecoming dans un Loser Leaves RAW, Money in the Bank ladder match. Edge qui détient un contrat de combat de championnat du monde ouvert depuis WrestleMania, le met en jeu. La mallette se trouve donc au-dessus du ring. Le vainqueur remportera le combat de Championnat et le perdant sera dans l’obligation de quitter RAW définitivement. Après un combat acharné des deux côtés, Edge réussit à coincer les bras de Matt dans les câbles alors que Lita lui porte une Crucifix hold, Matt est incapable de se défaire et est impuissant devant Edge qui grimpe dans l'échelle et prend la mallette. Edge et Lita célèbrent bruyamment alors que Matt quittera l’aréna sans faire de bruit.
Après sa défaite face à Edge, Matt se retrouve à SmackDown!. Vient ensuite Taboo Tuesday 2005 en novembre et Matt est élu par les fans pour affronter Edge et Chris Masters dans un combat par équipe. Matt l’emporte avec 31 % des votes face à Christian, JBL, Rey Mysterio (29 %) et Hardcore Holly. Mais Edge blessé sera forcé de se retirer du combat et sera remplacé par Snitsky. De retour à SmackDown! Hardy entre en rivalité avec MNM (Johnny Nitro et Joey Mercury) et leur gérante Melina. Quand cette dernière approche Hardy pour qu’il se joigne à eux, Hardy refuse l’offre, ce qui amène quelques combats par équipe. Matt fera équipe avec divers partenaires lors de ces combats.
Il participe ensuite au tournoi King of the Ring, perdant contre le futur vainqueur, Booker T, dès le premier tour à la suite d'une intervention de Sharmell. Le 25 juillet, les médecins découvrent qu’il a développé une infection aux staphylocoques dans sa plaie à la suite de son opération de l’année précédente. Il se retrouve donc en congé forcé pendant près d’un mois.

#### Retour des Hardy Boyz (2006-2007)

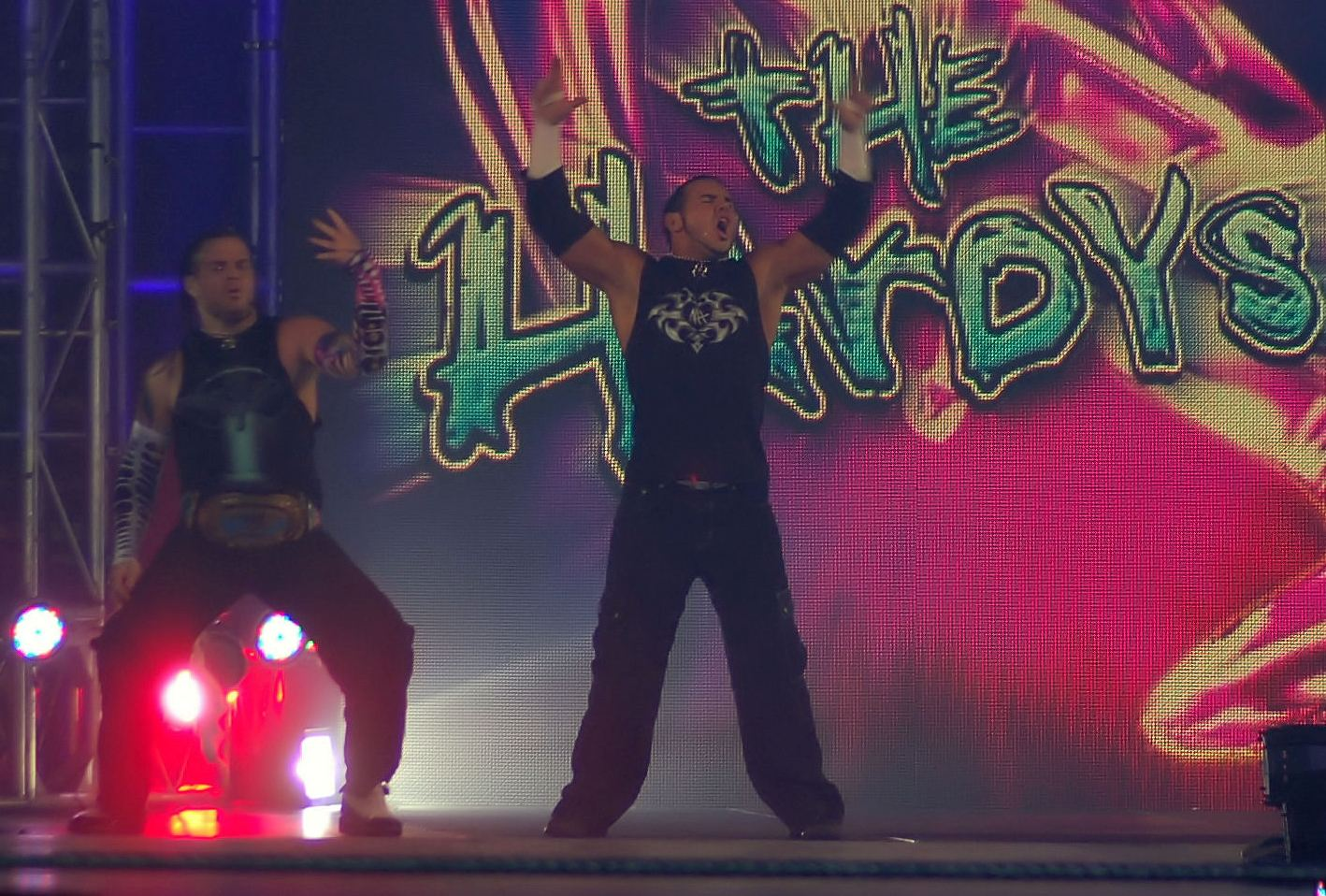
Jeff et Matt Hardy.

Le 21 novembre, les frères Hardy reforment l'équipe à Extreme Championship Wrestling et battent les Full Blood Italians. Aux Survivor Series, les frères font partie de l'équipe DX et défont l'équipe Rated-RKO en éliminant tous leurs adversaires sans perdre un seul équipier (5 à 0). À Armageddon, dans un match de l'équipe à quatre équipes pour le titre de champion par équipe de la WWE, son frère blesse Joey Mercury au nez en sautant depuis une échelle. En 2007, ils commencent alors une rivalité avec les MNM (Joey Mercury, Johnny Nitro et Melina) à New Year's Revolution. lorse du pay-per-view Royal Rumble, il bat les MNM avec son frère Jeff Hardy. À No Way Out 2007 il fait équipe avec son frère et Chris Benoit et ils battent MVP, Johnny Nitro et Joey Mercury.
Le 2 avril à RAW, il remporte avec son frère le titre de champion du monde par équipe de la WWE dans un Tag Team Battle Royal. Les frères Hardy entrent dans une rivalité avec Lance Cade et Trevor Murdoch pour le titre mondial par équipe. Les Hardy sont victorieux face à Cade et Murdoch à Backlash et à Judgment Day. À One Night Stand, ils se battent contre The World's Greatest Tag Team dans un ladder match dont les deux frères sortent victorieux. Mais le 4 juin, les Hardy perdent le titre face à Cade et Murdoch. Un match revanche a lieu à Vengeance contre les champions par équipe, Cade et Murdoch, où les Hardy perdent.

#### United States Champion et World Tag Team Champion (2007-2008)
Il se bat face à Montel Vontavious Porter pour le championnat des États-Unis lors du Great American Bash mais perd ce match. À SummerSlam, Matt invite M.V.P. à un concours de bière Matt Hardy se vengera et se fera remplacer par Stone Cold Steve Austin qui gagnera facilement et porte son Stunner sur M.V.P. Le 31 août, M.V.P. et Hardy remportent le titre par équipes contre Deuce n' Domino, après que ce dernier ait forcé une aliance auprès de manager général Theodore Long.
Matt Hardy s'est blessé à la tête lors d'un enregistrement de Smackdown. À la suite d'un Splash, Hardy serait arrivé la face directement sur le support de genoux de Rey Mysterio. Ce qui l'empêcha d'avoir le match pour le titre de champion des États-Unis au PPV Cyber Sunday et est remplacé par Kane.
Le 30 mars 2008, à WrestleMania XXIV à Orlando en Floride, il fait son retour pendant le Money In The Bank Ladder Match en exécutant un Twist of Fate sur MVP. Lors du tournoi King of the Ring, il se fait éliminer en quart de finale par CM Punk. À Backlash, Matt Hardy gagne un match face à MVP pour le championnat des États-Unis.
Le 23 juin 2008 pendant le draft, Jeff Hardy est drafté à Smackdown!. Hardy est désigné comme étant le seul champion à la ECW (le champion Kane ayant été drafté à RAW ce même soir).
Le 29 juin, Matt défend son titre à Night of Champions contre Chavo Guerrero. À Great American Bash, il perd son titre contre Shelton Benjamin.

#### ECW, rivalité avec Mark Henry et ECW champion (2008-2009)

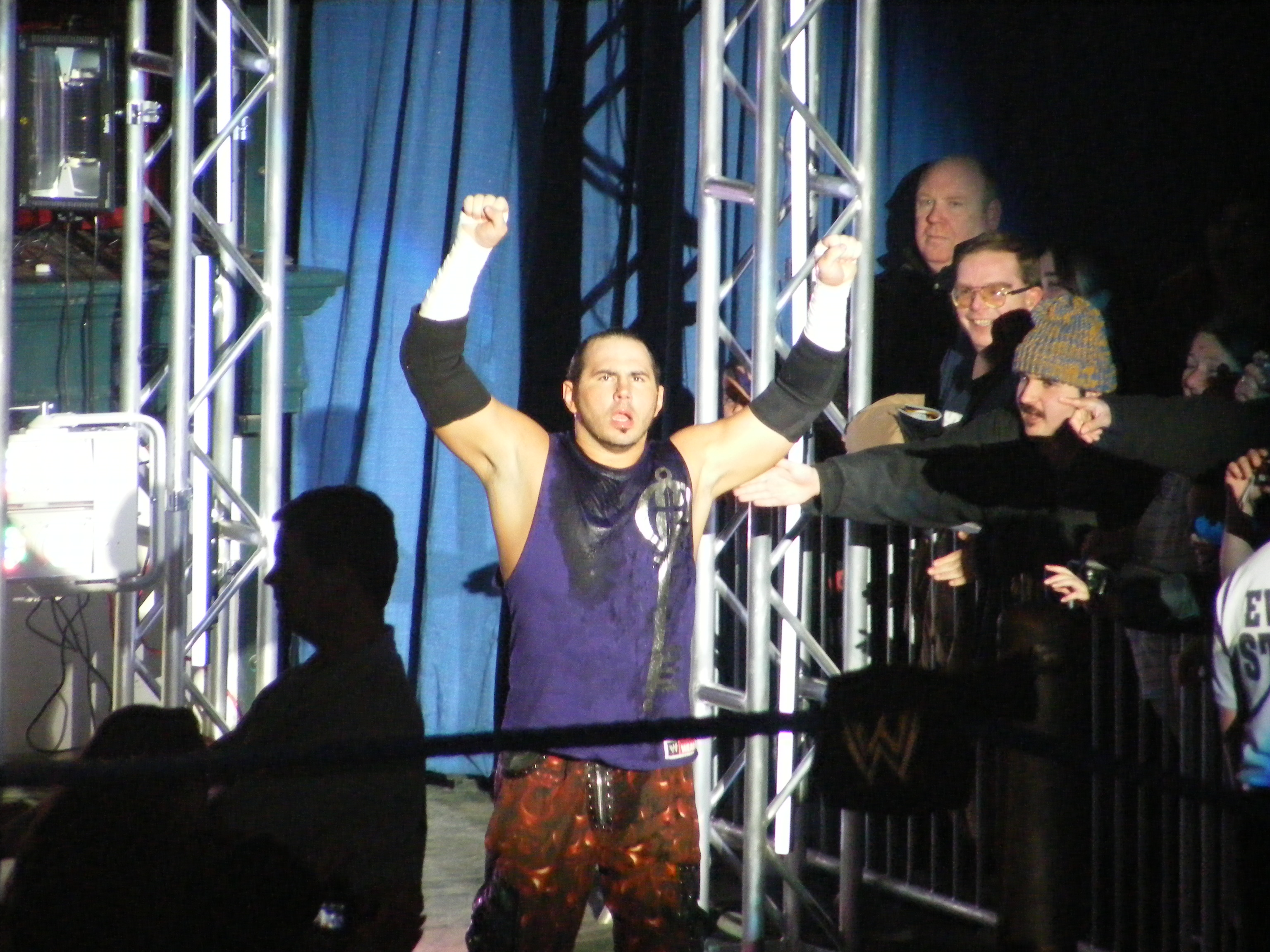
Matt Hardy pendant son entrée sur le ring

À SummerSlam, Matt Hardy bat Mark Henry pour le Championnat de la ECW par disqualification à cause de Tony Atlas (le manager de Mark Henry) qui est intervenu alors qu'il allait gagner. Son frère Jeff Hardy, est intervenu après le match pour aider son frère face à Mark Henry et Tony Atlas. Lors du PPV Unforgiven, il remporte le titre de la ECW dans un scramble match, un match où le titre change de amin à chaque tombé ou soumission et où le dernier compétitieur détenant le titre l'emporte. Il est la première personne à remporter ce type de match. 

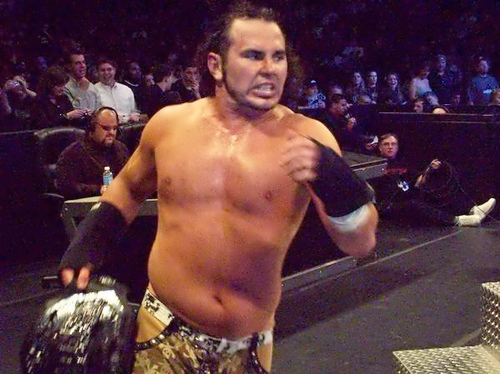
Matt Hardy avec la ceinture de champion de l'ECW.

Lors de No Mercy, il conserve le titre de Champion ECW face à Mark Henry. Lors de ECW du 14 octobre, il est annoncé que les fans doivent choisir le challenger numéro 1 pour le titre de Champion ECW à Cyber Sunday. À Cyber Sunday, c'est Evan Bourne qui est choisi à 69 %. Matt Hardy le bat, puis après le combat il vient le consoler. À Armageddon, il perd contre Kozlov. Les deux viendront se mêler au Triple Threat match pour le titre de Champion de la WWE gagné par le frère de Matt, Jeff Hardy. Le 13 janvier 2009, il perd son titre face à Jack Swagger.

#### Rivalité avec Jeff Hardy et draft à RAW (2009)
Lors du Royal Rumble il affronte Jack Swagger pour le titre ECW mais échoue; il intervient dans le match de Jeff où il lui donne un coup de chaise. Lors de Wrestlemania XXV, il bat son frère dans un match Extreme Rules.
Lors du RAW du 13 avril 2009, il est drafté à RAW. Lors de Backlash 2009, il perd face à Jeff Hardy dans un "I Quit" match. Lors de Judgment Day 2009, il intervient dans un match opposant son frère et Edge pour le titre de champion du monde poids lourd, il empêche son frère de remporter la victoire. Lors de Extreme Rules 2009, il affronte Kofi Kingston, MVP et William Regal dans un Fatal-Four-Way match pour le WWE United States Championship, mais perd.

#### SmackDown, rivalité avec Drew McIntyre et départ (2009-2010)
Le 29 juin, il est drafté à Smackdown! et effectue un face turn.
Lors du pay-per-view Bragging Rights, c'est son équipe qui l'emporte grâce à une trahison du Big Show. Aux Survivor Series 2009, il est dans l'équipe de John Morrison contre l'équipe du Miz dans le Tag Team Elimination Match, mais il se fait éliminer par Drew McIntyre.
À NXT, il devient l'entraîneur officiel de Justin Gabriel. Il participe au Money in the Bank Ladder match de WrestleMania XXVI où il perd. 

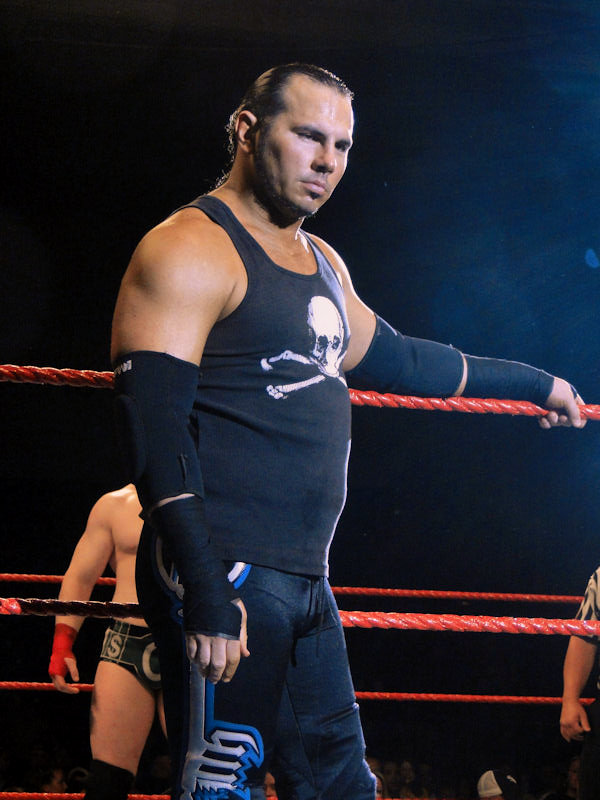
Hardy en 2009

Une feud commence alors entre Hardy et McIntyre, où ils s'affrontent d'abord dans de multiples matchs avant que McIntyre ne vienne l'agresser de façon récurrente hors des matchs, et ne le blesse. Lors du PPV Over the Limit il intervient à la fin du match de McIntyre et lui porte son Twist Of Fate pour se venger. Lors de SmackDown du 28 mai 2010 Drew McIntyre apporte une lettre de Vince McMahon à Theodore Long, dans cette lettre il est dit que Matt Hardy est suspendu pour son intervention.
Lors du Raw du 8 juin, Teddy Long annonce que Matt Hardy revient à SmackDown. Lors de 4-Way Finale il intervient dans le match entre McIntyre et Kingston, où il porte un Twist of Fate sur l'Écossais et permet la victoire de Kofi Kingston. La feud prend fin après le départ de McIntyre pour l'Écosse, à la suite d'un problème de visa.
Il participe à WWE Money in the Bank dans le Money In The Bank Ladder Match avec Big Show, Christian, Kofi Kingston, Cody Rhodes, Dolph Ziggler, Drew McIntyre et Kane. Avant le pay-per-view, un début de rivalité contre Christian se dessine pour désigner le plus méritant des deux à gagner ce ladder match. Hardy attaque Christian pendant le Peep Show en le jetant dans les échelles.
Kane gagnant le Money in the Bank, les deux hommes se réconcilient : lors du Smackdown! du 30 juillet, il perd un match par équipe avec Christian après un malentendu entre les deux hommes, et à la fin du match, ils se serrent la main, mettant fin à leur début de feud et forment alors une alliance contre Cody Rhodes et Drew McIntyre.
Le 15 octobre, il décide de quitter la WWE.

### Total Nonstop Action Wrestling (2011)

#### Immortal (2011)

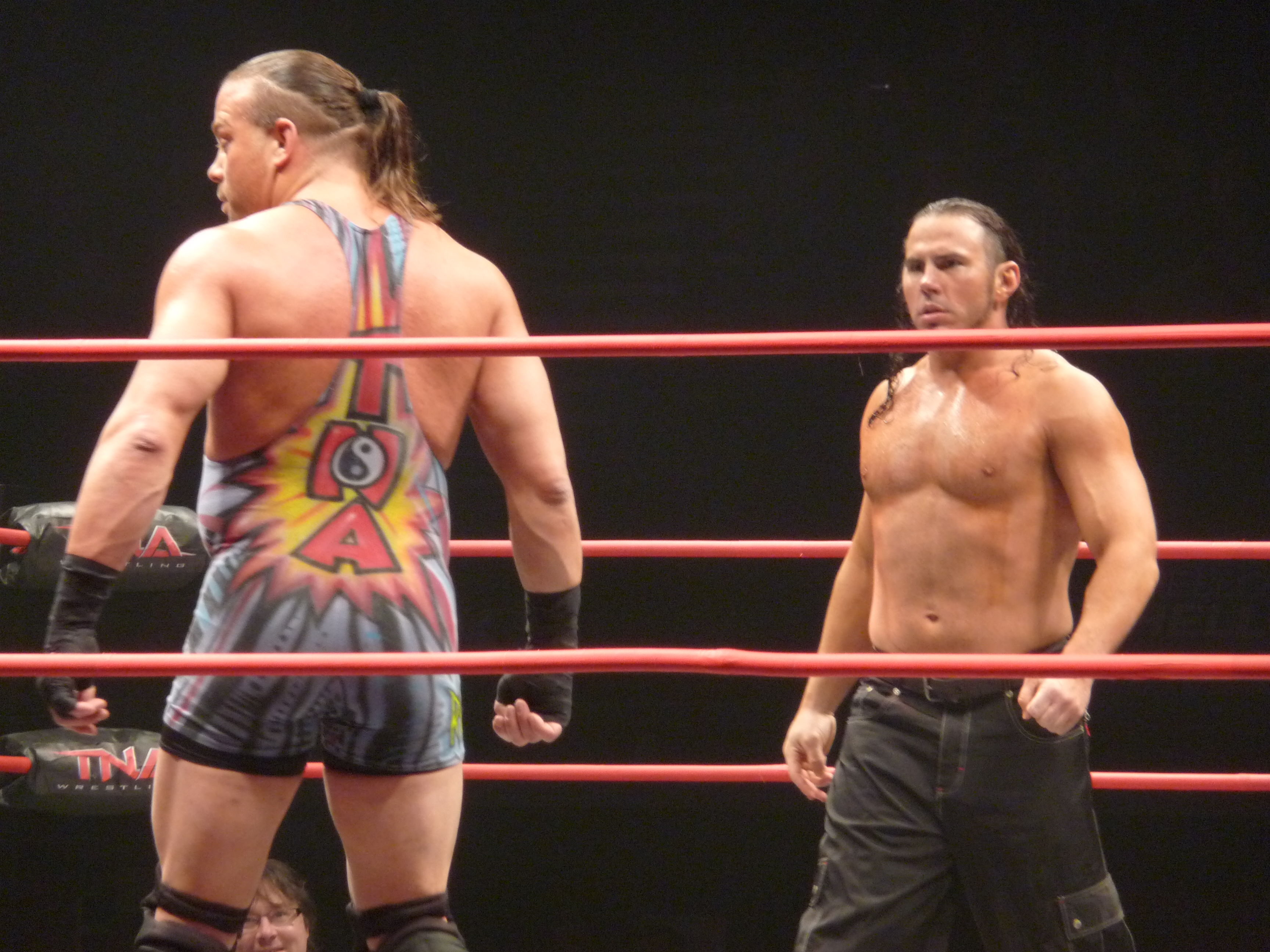
Matt Hardy contre Rob Van Dam, à la TNA

Lors de Genesis, Matt Hardy fait ses débuts à la TNA en tant que heel et membre du clan Immortal en battant Rob Van Dam.
Lors de Against All Odds 2011, il perd contre Rob Van Dam. Lors de Victory Road 2011, il perd contre A.J. Styles. À Lockdown, il fait équipe avec Ric Flair, Bully Ray et Abyss, mais perdent face à Beer Money, Inc., Kazarian et Christopher Daniels dans un Lethal Lockdown.
Lors de Sacrifice, Chris Harris et lui perdent contre Beer Money, Inc. et ne remportent pas les TNA World Tag Team Championship.

#### Problèmes judiciaires (2011)
À la suite de son arrestation en Caroline du Nord, le samedi 20 août 2011 pour accident de la route en état d’ébriété, Matt Hardy a été libéré de son contrat avec la TNA. Dans un communiqué publié sur TMZ.com, un porte-parole non-identifié de la TNA a déclaré: « La TNA a libéré aujourd’hui Matt Hardy de son roster. Hardy était déjà suspendu par la fédération,,. »
Matt Hardy, a été arrêté le 14 septembre après un mandat de perquisition réalisé à son domicile à Cameron. Durant cette recherche, ont été saisis des stéroïdes, des ecstasy, des accessoires de drogue ainsi que 1 961,00 $.
Matt Hardy a été arrêté encore une fois dernièrement en état d’ébriété en Caroline du Nord, selon le rapport d’arrestation publié par TMZ. Les policiers ont reçu une plainte concernant un conducteur ivre. Il est suspecté d'avoir failli entrer en collision avec deux conducteurs à trois reprises. Matt Hardy comparaît à la barre le 30 novembre 2011, pour la deuxième affaire.

### Retour sur le circuit Indépendant (2011-2017)
Matt Hardy catche le 25 mai 2012 à Puerto Rico dans un show d'une fédération de moindre ampleur, la Puerto Rico Wrestling Association (PRWA)(lien brisé). Hardy est annoncé dans d'autres événements cette année à la PRWA. En janvier 2013, il rouvre la OMEGA. Le 12 octobre, il bat C.W Anderson et se qualifie pour la finale pour couronner un nouveau OMEGA Heavyweight Champion. Le 26 avril, lui et son frère Jeff Hardy battent The Briscoe Brothers. Le 3 mai 2014, il bat Drolix pour devenir le nouveau champion poids lourd MCW .
Le 16 décembre 2016, lors de House of Hardcore 22, il bat Tommy Dreamer au cours d'un match en cage.

### Ring Of Honor(2012-2014,2017)

#### S.C.U.M (2012-2013)

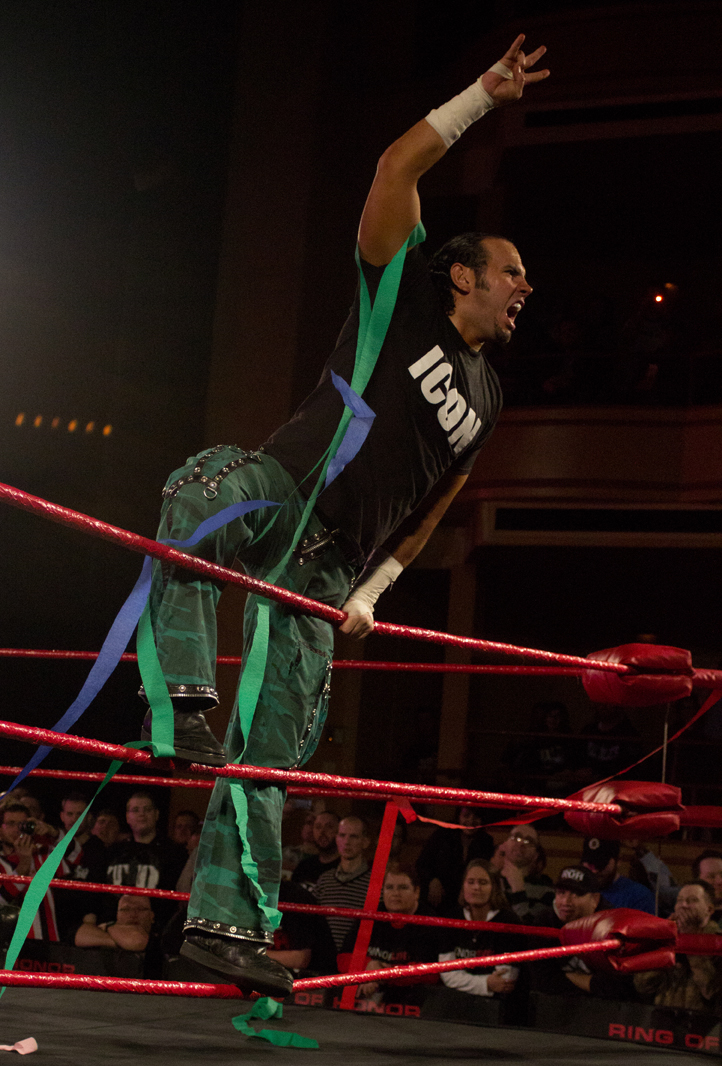
Matt Hardy à la ROH lors de Supercard of Honor VII.

Il fait ses débuts à la ROH lors de Death Before Dishonor X le 15 septembre 2012 pour commenter le match qui oppose Adam Cole et Mike Mondo pour le ROH World Television Championship. Lors de Final Battle 2012, il bat Adam Cole. Lors de 11th Anniversary Show, Matt Hardy rejoint le ring et dit que Nigel McGuinness essaie de lui mettre des bâtons dans les roues. Hardy réclame tout de même son opportunité au ROH TV Championship. Il assiste à la victoire de Matt Taven sur Adam Cole pour le ROH World Television Championship. Plus tard dans le show, il rejoint le groupe S.C.U.M.. Le 23 mars, il perd contre Adam Cole par disqualification et ne devient pas challenger no 1 au ROH World Television Championship. Il perd contre Matt Taven pour le ROH World Television Championship à Supercard of Honor VII dans un Triple Threat match, ce match comprenant également Mark Briscoe. Le 22 juin, lors de Best in the World 2013, il bat Kevin Steen dans un No Disqualification match et devient challenger no 1 pour le titre mondial. Le lendemain, il perd contre Jay Briscoe et ne remporte pas le ROH World Championship.

#### Alliance avec Adam Cole et départ (2013-2014)
Il fait son retour à la ROH, lors de Final Battle, il gagne contre Adam Page. À la fin du main-event de ce show, lors du match entre le champion Adam Cole, Jay Briscoe et Michael Elgin, il intervient en faveur de Cole en attaquant Jay Briscoe. Lui et Cole se font ensuite attaquer par Chris Hero, qui faisait son retour. Le 25 janvier, lors de Wrestling's Finest, il perd avec Adam Cole contre The Briscoe Brothers et l'équipe de Chris Hero et Michael Elgin, cette dernière ayant remporté ce match. Il devait affronter Michael Elgin lors de 12th Anniversary Show, mais un problème de transports l'a empêché de participer à ce show. Le 5 avril, il reçoit de la part d'Adam Cole le ROH Real World Championship, qu'il renomme ROH Iconic Championship. Plus tard dans la soirée, il fait équipe avec Michael Bennett et Adam Cole et battent les Briscoe Brothers et Kevin Steen. Le 22 juin, à Best in the World (2014), il fait à nouveau équipe avec Michael Bennett et perdent contre les Briscoe Brothers. Il dispute son dernier match au sein de la fédération en perdant contre Michael Elgin pour le titre mondial.

#### Retour, ROH World Tag Team Champion et Départ (2017)
Lors de Manhattan Mayhem VI, lui et Jeff Hardy battent The Young Bucks et remportent les ROH World Tag Team Championship. Lors de ROH 15th Anniversary Show, ils conservent leur titres contre The Young Bucks et Roppongi Vice (Baretta et Rocky Romero) dans un Las Vegas Street Fight Match,. Lors de Supercard of Honor XI, ils perdent les titres contre The Young Bucks dans un Ladder match.

### Retour à la Total Nonstop Action Wrestling (2014-2017)

#### Reformation des Hardys et World Tag Team Champion (2014-2015)
Le 16 juin 2014, la TNA a annoncé que Hardy sera de retour à la TNA pour l'enregistrement d'Impact Wrestling à New York le 25 juin. Le 26 juin, lors de Destination X (2014), il fait équipe avec son frère Jeff Hardy et perdent face à The Wolves (Eddie Edwards & Davey Richards) et ne remportent pas les titres par équipe de la TNA. Le lendemain, ils perdent contre la Team 3D (Devon & Bully Ray), récemment intronisée au TNA Hall of Fame, dans un TLC Tag Team match.
Le 17 avril, ils gagnent avec Jeff Hardy un match de qualification pour les TNA World Tag Team Championship. Le 8 mai 2015, ils rendent les titres vacant pour cause de blessure de Jeff Hardy.

#### Double TNA World Heavyweight Champion (2015-2016)
Le 4 octobre 2015 lors de Bound for Glory, il remporte un triple treath match pour le TNA World Heavyweight Championship, incluant Ethan Carter III qui était à ce moment-là l'actuel champion du monde poids lourd de la TNA ainsi que Drew Galloway. Sa ceinture lui est retirée 2 jours plus tard.
Le 8 janvier 2016 à Impact Wrestling, il bat Ethan Carter III pour remporter une nouvelle fois le championnat du monde poids lourds de la TNA et effectue un heel turn, à la suite de son comportement durant le match et d'une attaque de Tyrus envers EC3. Le 2 février, il bat Kurt Angle dans un match pour le championnat du monde poids lourds de la TNA. Le 15 mars, il perd le titre contre Drew Galloway.

#### Broken Matt Hardy (2016-2017)
Lors de l'Impact Wrestling du 19 avril 2016, un I Quit match contre Jeff Hardy se termine en No Contest après un Swanton Bomb du haut de l'écran de Jeff Hardy. Après le match, il est transporté sur civière et sera absent quelques semaines.
Lors de l'Impact Wrestling du 17 mai, il fait son retour sous l'identité de Willow à la suite de multiples attaques envers Jeff Hardy. Il débute également son personnage Broken Matt Hardy, un homme devenu fou et brisé. Lors de Slammiversary, il perd contre Jeff Hardy dans un Full Metal Mayhem Match. À la suite de cela, il proposera à son frère un dernier match dans leur ville natale de Cameron et le perdant doit abandonner les droits du nom Hardy. Ce match appelé The Final Deletion sera remporté par Matt Hardy.
À la suite de cela, il annonce vouloir reconquérir les titres par équipes avec son frère, désormais sous le nom de Brother Nero après l'avoir brisé à son tour. Ainsi, il s'engage dans une rivalité avec The Decay (Abyss et Crazzy Steve) après avoir remporté un match pour déterminer les challengers no 1 pour le TNA World Tag Team Championship. Quelques semaines plus tard, une bataille appelé The Final Deletion 2: Delete or Decay a lieu à Cameron entre les Hardys et The Decay, bataille remporté par les frères Hardy. Lors de Bound for Glory, lui et Brother Nero battent The Decay dans un Extreme Rules Match intitulé The Great War et deviennent pour la deuxième fois TNA World Tag Team Champions.
Lors de TNA One Night Only: Live 2017, ils conservent leur titres contre Eli Drake et Tyrus.

### Retour à la World Wrestling Entertainement (2017-2020)

#### Retour des Hardy Boyz, champions par équipe deRawet blessure de Jeff (2017)
Le 2 avril 2017 à WrestleMania 33, les Hardy Boyz font leur retour à la World Wrestling Entertainment, après 7 ans de séparation. Ils deviennent les nouveaux champions par équipe de Raw en battant les Good Brothers, The Bar, Big Cass et Enzo Amore dans un Fatal 4-Way Ladder Tag Team Match. Le 30 avril à Payback, ils conservent leurs titres en battant The Bar. Après le combat, leurs adversaires effectuent un Heel Turn en les attaquant. Le 4 juin à Extreme Rules, ils perdent face au duo européen dans un Steel Cage Match, ne conservant pas leurs titres.
Le 9 juillet à Great Balls of Fire, ils ne remportent pas les titres par équipe de Raw, battus par The Bar dans un 30-Minute Iron Man Match. Le 20 août lors du pré-show à SummerSlam, Jason Jordan et eux perdent face au Miz et le Miztourage (Bo Dallas et Curtis Axel) dans un 6-Man Tag Team Match. Le 25 septembre, son frère cadet souffre d'une déchirure de la coiffe du rotateur de l'épaule, devant s'absenter pendant plusieurs mois.
Le 19 novembre lors du pré-show aux Survivor Series, il perd face à Elias.[réf. nécessaire]

#### WokenMatt Hardy, rivalité, alliance avec Bray Wyatt et triple champion par équipe deRaw(2017-2018)
Le 28 janvier 2018 au Royal Rumble, il entre dans le Royal Rumble masculin en 19e position, mais se fait éliminer par Bray Wyatt. Le 25 février à Elimination Chamber, il bat son adversaire.
Le 8 avril lors du pré-show à WrestleMania 34, il remporte la Andre the Giant Memorial Battle Royal, aidé par Bray Wyatt avec qui il forme une alliance. Le 27 avril au Greatest Royal Rumble, les deux hommes deviennent les nouveaux champions par équipe de Raw en battant The Bar, remportant les titres pour la troisième fois.
Le 15 juillet à Extreme Rules, ils perdent face à la B-Team, ne conservant pas leurs titres. Le 4 août, il souffre d'une blessure située entre le bas du dos et le bassin, ce qui met fin à son alliance avec Bray Wyatt.

#### Pause (2018-2019)
Le 15 septembre 2018, des rumeurs affirment que Matt Hardy prendrait sa retraite; mais le 5 novembre il dément et affirme qu'il s'agit d'une pause,. Le 20 janvier 2019, il annonce qu'il ne prendra pas sa retraite et qu'il a le feu vert des médecins de la WWE.

#### Retour des Hardy Boyz et Champion par équipe deSmackDown(2019)
Le 26 février 2019 à SmackDown Live, il effectue son retour aux côtés de Jeff, reformant les Hardy Boyz. Ils battent ensuite The Bar.
Le 9 avril à SmackDown Live, ils deviennent les nouveaux champions par équipe de SmackDown en battant les Usos. Après le match, ils se font attaquer par Lars Sullivan. Le 30 avril à SmackDown Live, à la suite de la blessure de Jeff, les deux frères sont contraints d'abandonner les titres par équipe du show bleu.

#### Apparition occasionnelles, retour en solo départ (2019-2020)
Depuis la blessure de son cadet, il fait des apparitions occasionnelles, tel qu'en tant que spectateur des PPV avec d'autres personnels de la WWE diffusés gratuitement sur les réseaux sociaux.
Le 2 mars 2020, il annonce son départ de la WWE.

### All Elite Wrestling (2020-2024)

#### Débuts et rivalité avec le Inner Circle (2020-2021)
Le 18 mars 2020 à Dynamite, il fait une apparition surprise, sous les yeux du Inner Circle, comme étant le remplaçant de Nick Jackson dans l'Elite.
Le 23 mai à Double or Nothing, l'Elite et lui battent l'Inner Circle dans un Stadium Stampede Match. Le 3 juin à Dynamite, il forme une alliance avec Private Party, qui se fait désormais appeler Hardy Party.
Le 5 septembre à All Out, il bat Sammy Guevara dans un Broken Rules Match (où l'enjeu était son départ de la AEW en cas de défaite).
Le 7 novembre à Full Gear, il rebat le même adversaire dans un Elite Deletion Match.

#### The Hardy Family Office (2021-2022)
Le 13 janvier 2021 à Dynamite, il devient officiellement le manager de Private Party. Le 17 février à Dynamite, "Hangman" Adam Page et lui battent TH2. Après le combat, il découvre que son partenaire l'a piégé, car il lui a fait signer un contrat pour un Big Money Match à Revolution, où l'enjeu est si l'un des deux perd, il devra verser 30% de son salaire à l'autre. Il effectue alors un Heel Turn en l'attaquant, rejoint par Private Party. Le 7 mars à Revolution, il perd face à "Hangman" Adam Page dans un Big Money Match. Le 10 mars à Dynamite, il forme officiellement un clan appelé Hardy Family Office (HFO), où il recrute également TH2, The Bunny, The Butcher et The Blade dans ses rangs.
Le 30 mai à Double or Nothing, il participe au 21-Man Casino Battle Royal, élimine Griff Garrison, Lee Johnson et Lio Rush, avant d'être lui-même éliminé par Christian Cage.
Le 14 juillet à Fyter Fest Night 1, il perd face à Christian Cage. Le 5 septembre lors du pré-show à All Out, son clan perd face aux Best Friends et à Jurassic Express dans un 10-Man Tag Team Match.
Le 19 janvier 2022 à Dynamite, il cède 51% de la Hardy Family Office à Andrade El Idolo et nomme ce dernier président du clan, qui devient Andrade Hardy Family Office (AHFO). Le 6 mars à Revolution, Isiah Kassidy, Andrade El Idolo et lui perdent face à Sammy Guevara, Sting et Darby Allin dans un 6-Man Tornado Tag Team Match.

#### Retour des Hardys, rivalité avec The Firm et départ (2022-2024)
Le 9 mars à Dynamite, il effectue un Face Turn, car Andrade El Idolo et Private Party se retournent contre lui. Il est secouru par Darby Allin et Sting, puis par son frère cadet Jeff Hardy, qui fait ses débuts dans la fédération en l'aidant également, ce qui provoque le retour des Hardys, après 3 ans de séparation. La semaine suivante à Dynamite : Saint Patrick's Slam, ils effectuent leur premier match ensemble en battant Private Party.
Le 29 mai à Double or Nothing, ils battent les Young Bucks. Le 14 juin, son frère cadet est suspendu sans salaire par la compagnie, car arrêté et incarcéré par la police pour conduite en état d'ivresse, qui l'oriente vers une cure de désintoxication.
Le 14 octobre à Rampage, Ethan Page bat Isaiah Kassidy. Stokely Hathaway rachète son contrat et il est contraint de travailler pour le premier.
Le 5 avril 2023 à Dynamite, HOOK conserve son titre FTW en battant Ethan Page par soumission. Grâce à la victoire du jeune catcheur, il est libéré du contrat avec The Firm. La semaine suivante à Dynamite, son frère cadet Jeff fait son retour de suspension après 10 mois d'absence, et avec HOOK, l'aide à se débarrasser de la Firm. Le 28 mai lors du pré-show à Double or Nothing, HOOK, son frère cadet et lui battent Ethan Page et les Gunns (Austin et Colten Gunn) dans un Trios match, ce qui lui permet de prendre le contrôle du contrat de son premier adversaire.

### Second retour à Impact Wrestling (2021)
Le 19 janvier 2021, Matt Hardy effectue son retour à Impact avec les Private Party, mettant au défi les champions de la fédération.

## Palmarès
- All Star Wrestling

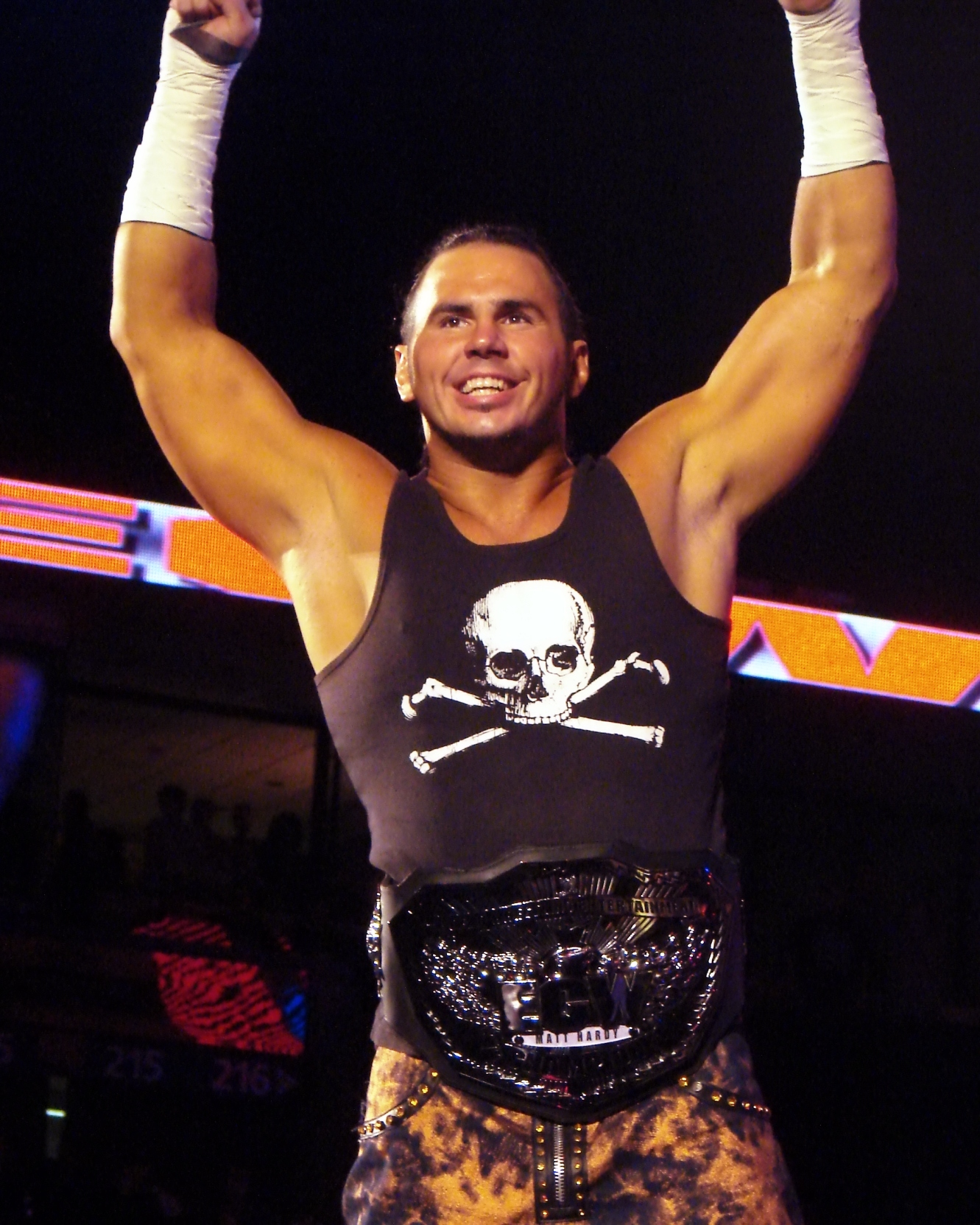
Hardy en tant que champion de la ECW.

  - 1 fois ASW Tag Team Championship avec Jeff Hardy
- The Crash
  - 1 fois The Crash Tag Team Championship avec Jeff Hardy[91]
- House of Glory
  - 1 fois HOG Tag Team Championship avec Jeff Hardy[92]
- Maryland Championship Wrestling
  - 1 fois Extreme Rising World Championship
  - 1 fois MCW Heavyweight Championship
  - 1 fois MCW Tag Team Championship avec Jeff Hardy
- National Championship Wrestling
  - 1 fois NCW Heavyweight Champion
- National Wrestling Alliance
  - 1 fois NWA 2000 Tag Team Championship avec Jeff Hardy[93]
- New England Wrestling Alliance
  - 1 fois NEWA Champion
- New Frontier Wrestling Association
  - 1 fois NFWA Champion
  - 1 fois NFWA Tag Team Champion avec Venom
- Organization of Modern Extreme Grappling Arts
  - 2 fois OMEGA Heavyweight Champion [94]
  - 2 fois OMEGA Tag Team Champion avec Jeff Hardy [95]
- Pro Wrestling Syndicate
  - 1 fois PWS Heavyweight Champion
- Ring of Honor
  - 1 fois ROH World Tag Team Championship avec Jeff Hardy[96]
  - 1 fois ROH Iconic Champion[35] (titre non reconnu par la ROH)
- Total Nonstop Action Wrestling
  - 2 fois TNA World Heavyweight Championship
  - 3 fois TNA World Tag Team Championship avec Jeff Hardy (actuel)
- WrestleCade
  - 2 fois WrestleCade Champion
- Wrestling Superstar
  - 1 fois WS Tag Team Championship avec Jeff Hardy[97]
- World Wrestling Federation/Entertainment
  - 1 fois ECW Champion[98]
  - 1 fois WWE United States Champion[99],[8]
  - 1 fois WWE European Champion[100]
  - 1 fois WWE Hardcore Champion
  - 1 fois WWE Cruiserweight Champion[101]
  - 6 fois WWE World Tag Team Champion avec Jeff Hardy[102]
  - 3 fois WWE Raw Tag Team Champion avec MVP (1), Jeff Hardy (1) et Bray Wyatt(1)[7],[103]
  - 1 fois WWE Smackdown Tag Team Champion avec Jeff Hardy
  - 1 fois WCW Tag Team Champion avec Jeff Hardy[104]
  - Andre The Giant Memorial Battle Royal (2018)

## Récompenses de magazines
- Pro Wrestling Illustrated
  - Équipe de l'année en 2000 avec Jeff Hardy[105]
  - Match de l'année
    - en 2000 vs. Edge et Christian et The Dudley Boyz dans un Tables, Ladders, and Chairs match au WrestleMania 2000[106]
    - en 2001 vs. Edge et Christian et The Dudley Boyz dans un Tables, Ladders, and Chairs match au WrestleMania X-Seven[106]

  - Rivalité de l'année 2005 contre Lita et Edge[107]

| Année | 1997 | 1998 | 1999 | 2000 | 2001 | 2002 | 2003 | 2004 | 2005       | 2006 | 2007 | 2008 | 2009 | 2010 | 2011 | 2012       | 2013 | 2014 | 2015 | 2016 | 2017 | 2018 | 2019 | 2020 | 2021 | 2022 | 2023 |
| ----- | ---- | ---- | ---- | ---- | ---- | ---- | ---- | ---- | ---------- | ---- | ---- | ---- | ---- | ---- | ---- | ---------- | ---- | ---- | ---- | ---- | ---- | ---- | ---- | ---- | ---- | ---- | ---- |
| Rang  | 435  | 208  | 100  | 45   | 22   | 25   | 17   | 39   | Non classé | 90   | 36   | 41   | 20   | 66   | 65   | Non classé | 105  | 47   | 74   | 33   | 45   | 43   | 144  | 246  | 238  | 180  | 193  |

## Autres médias
En 1999 il apparaît, avec son frère Jeff, dans l'épisode 15 de la saison 1 de That '70s Show intitulé Le catch, c'est bath où il joue le catcheur en tenue bleue.
Lui et son frère ont écrit et publié leur autobiographie The Hardy Boyz: Exist 2 Inspire en 2003 avec l'aide de Michael Krugman.
En 2002, il participe à Fear Factor (en) avec d'autres lutteurs de la WWE : Jeff Hardy, Test, Lita, Molly Holly et Jacqueline Moore où il remporte 50 000 $ pour la Société de Cancer américaine.
Il est apparu dans de nombreux DVD de la WWE dont The Hardy Boyz: Leap of Faith (2001) et WWE The Ladder Match (2007). Il est aussi le sujet du DVD Pro Wrestling's Ultimate Insiders: Hardy Boys - From the Backyard to the Big Time (2005). Le 29 avril 2008 la WWE a sorti le DVD Twist of Fate: The Matt and Jeff Hardy Story.
Il apparaît dans The Hardy Show, un show internet avec les Hardy, Shannon Moore et leurs amis.